# Jean-Baptiste Claude Odiot
Jean-Baptiste Claude Odiot (8. června 1763 Paříž – 23. května 1850 Paříž) byl francouzský zlatník a stříbrník období neoklasicismu a empíru, činný ve službách císaře Napoleona Bonaparte, krále Ludvíka Filipa i šlechty. Byl pokračovatelem slavné pařížské firmy Maison Odiot, příslušníkem třetí ze čtyř generací.   

## Historie
Firmu Odiot v Paříži za vlády krále Ludvíka XV. založil v roce 1720 dědeček Jean-Baptiste Gaspard Odiot (1692-1767). Pokračovatelem byl jeho syn Jean-Claude Odiot (1722-1788). 
Jean-Baptiste Claude pracoval na mnoha zakázkách před francouzskou revolucí, následně většinou zničených. 
Pro císaře Napoleona Bonaparte a jeho sestru Pavlínu navrhoval nádobí v antickém řeckém stylu, po návratu Napoleonovy výpravy z Egypta se inspiroval také staroegyptskými motivy podle předloh Vivanta Denona. Dále se roku 1811 společně se zlatníkem Pierrem-Philippem Thomirem podílel na zhotovení kolébky pro Napoleona II., kterou císařovna Marie Luisa odvezla do Vídně. 
Za své služby byl vyznamenán Řádem čestné legie.
V bitvě o Paříž v březnu roku 1814 Odiot sloužil jako voják národní gardy, která u Clichy Napoleona porazila.
Podobně jako jeho současníci, zlatníci Biennais a Thomire, prováděl návrhy marketérií ve zlaceném bronzu (tzv. vermeil), nebo ve zlaceném dřevě. Nejvýznamnějším dílem je kenotaf s baldachýnem na hrobě svatého Vincence z Pauly pro kapli v převorství lazaristů Saint Lazaire v Paříži.
Poslední zakázky prováděl po roce 1830 pro krále Ludvíka Filipa a jeho rodinu. Významné objednávky získal také jeho syn Charles Nicolas, který dodal 3000 kusů zlatých příborů pro  místokrále Egypta, Saïda Pašu, a také byl dvorním dodavatelem ruského cara.

## Galerie

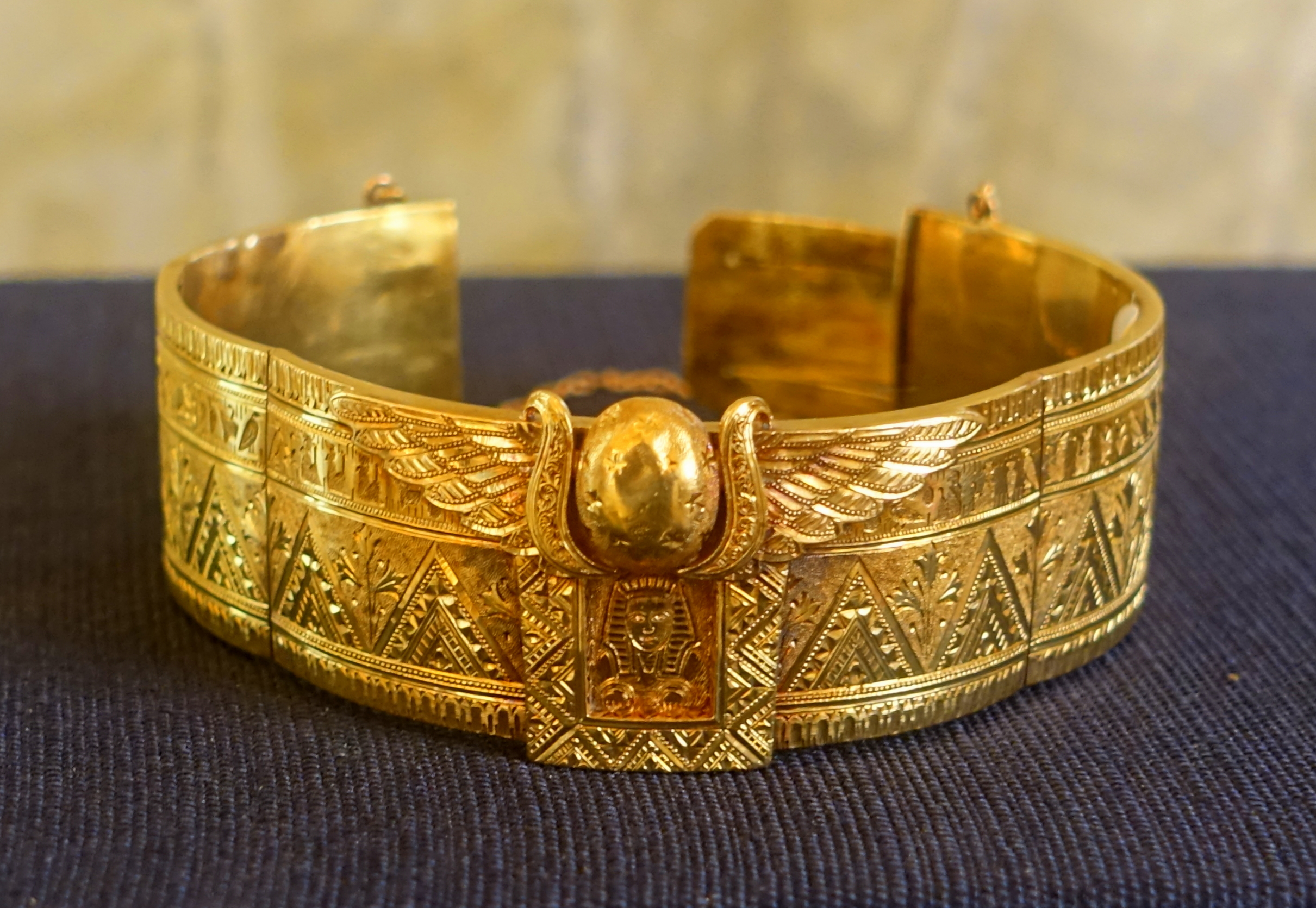
Náramek se staroegyptskými motivy
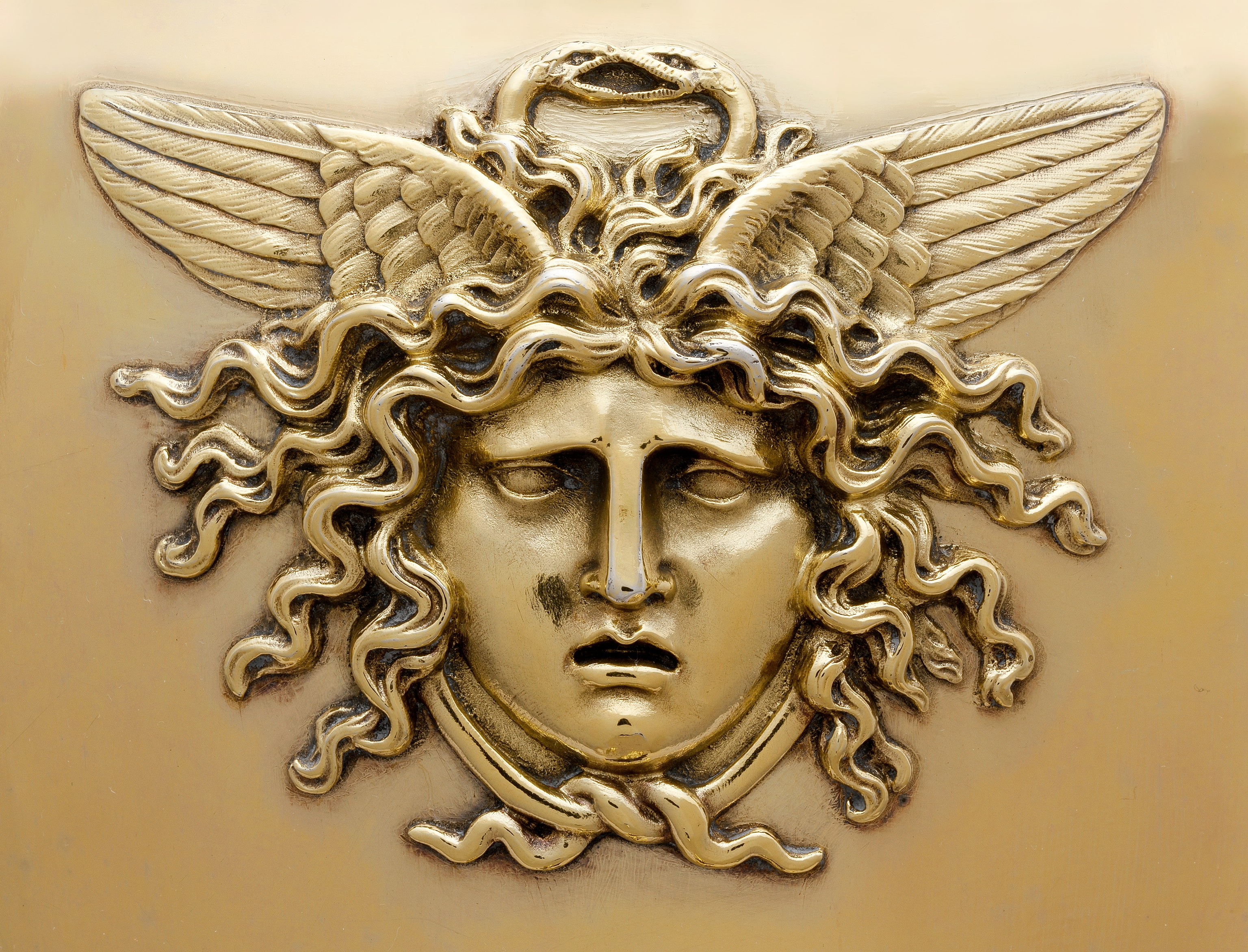
Reliéf z konvice
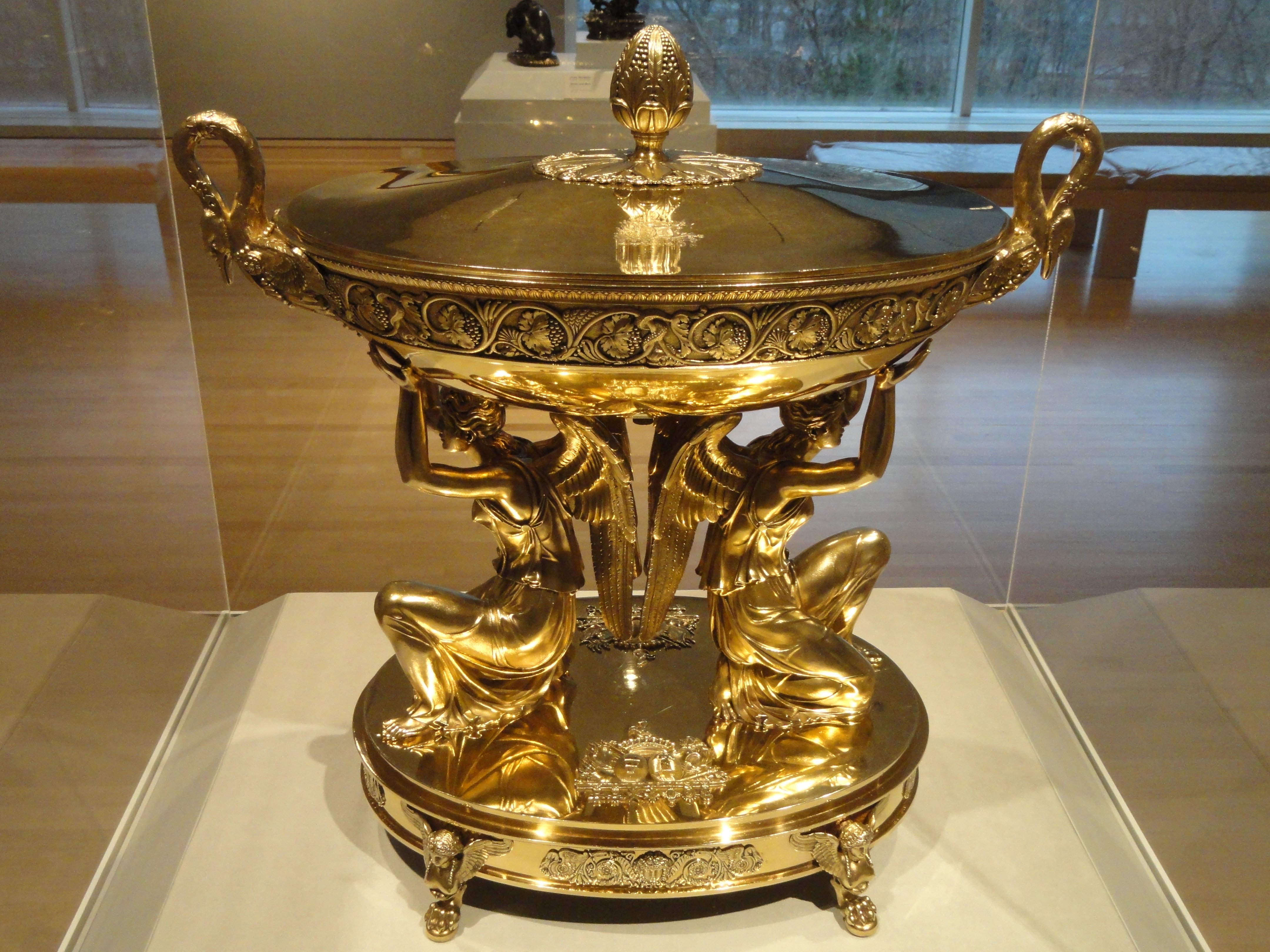
Terina
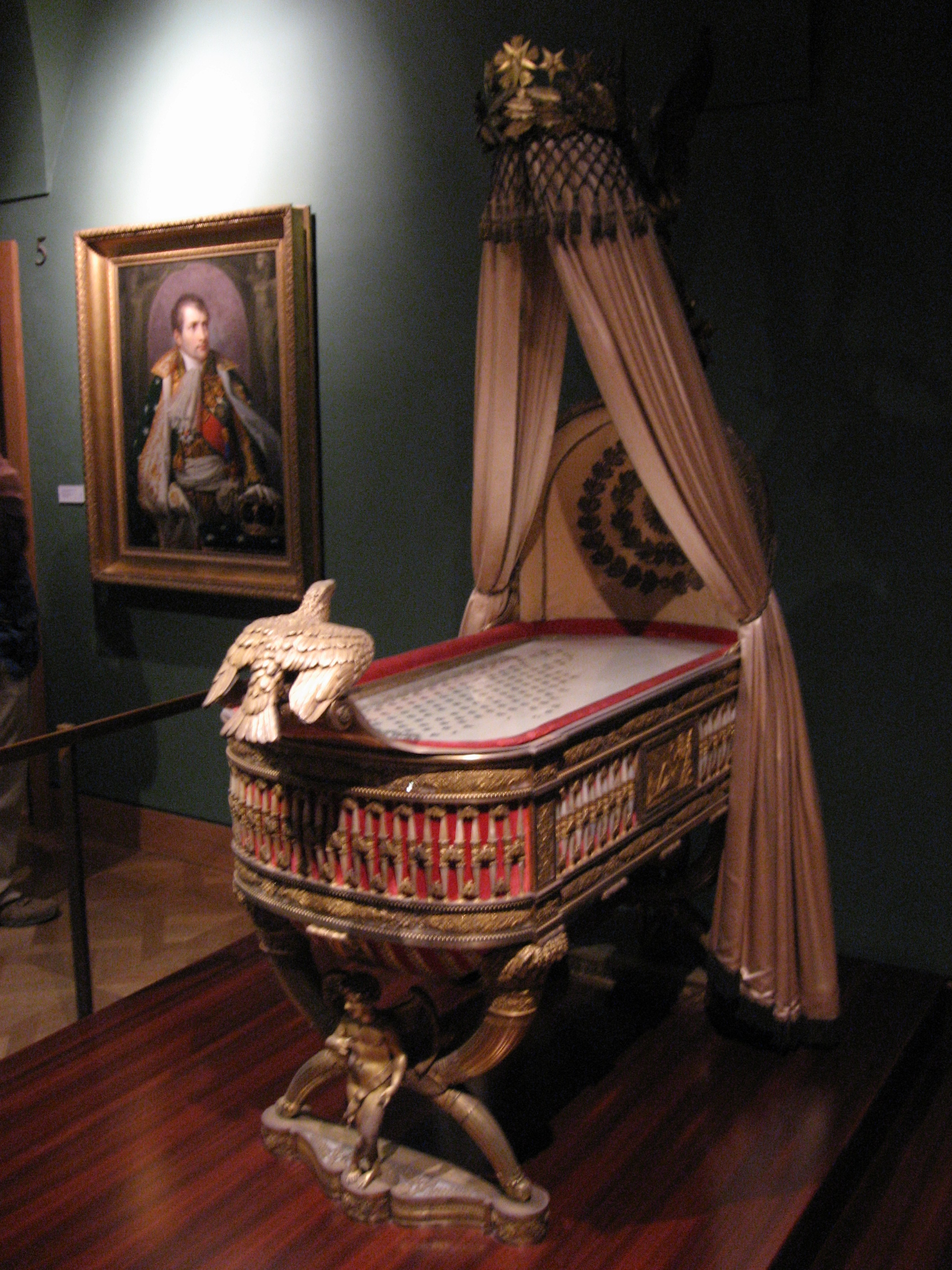
Kolébka Napoleona II.
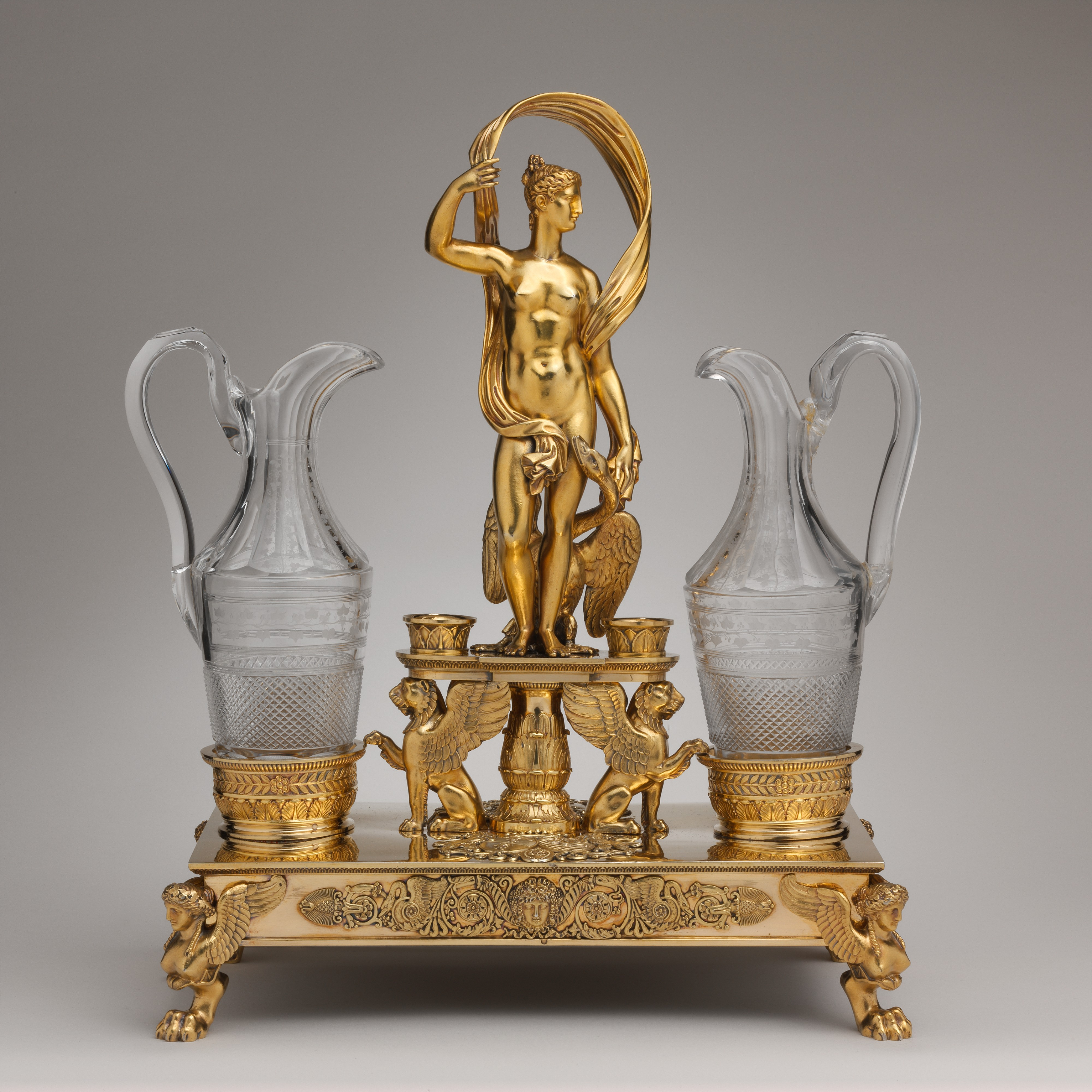
Stolní souprava konviček na olej a ocet (1817)
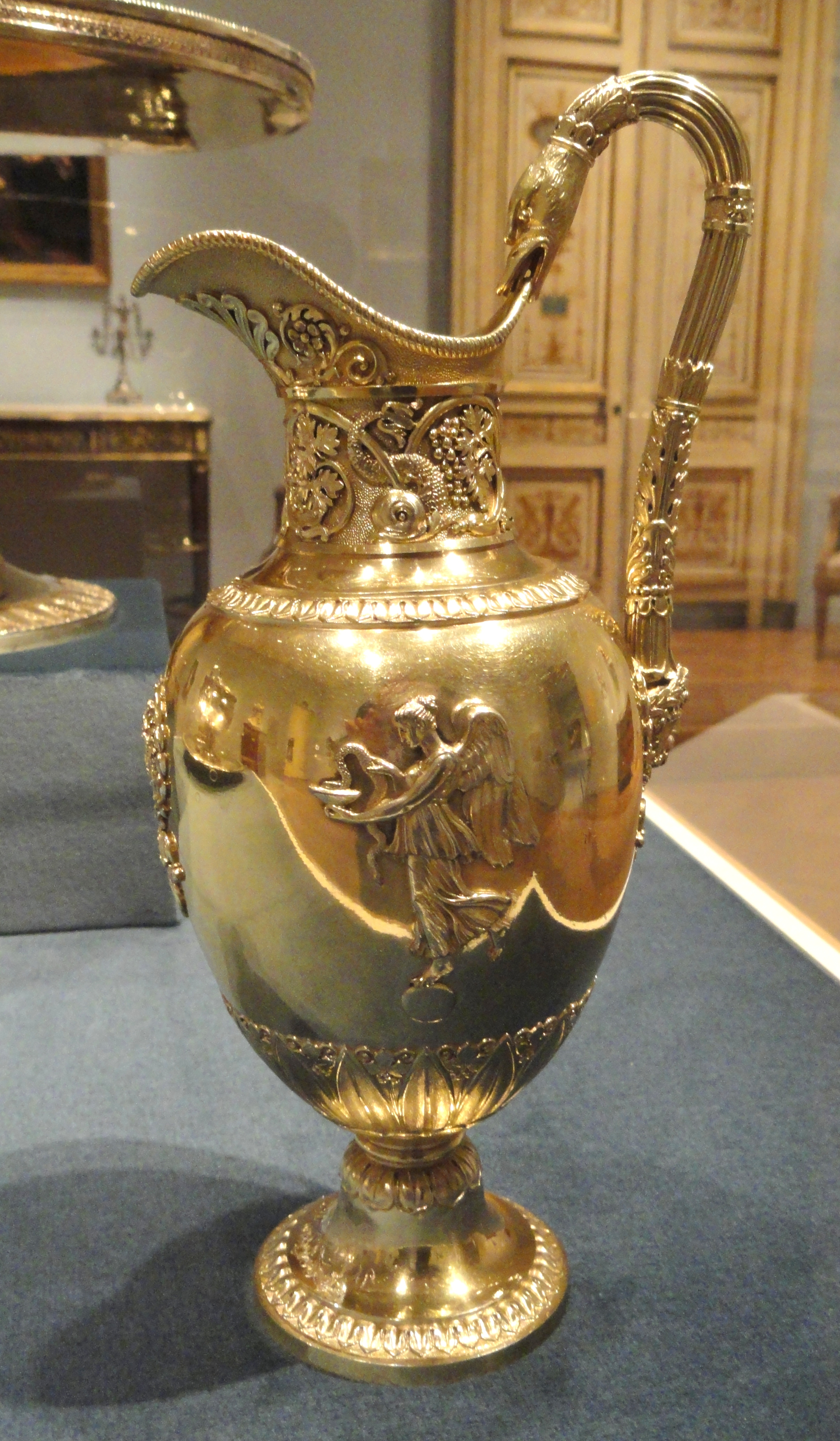
Konvice na vodu (asi 1817)
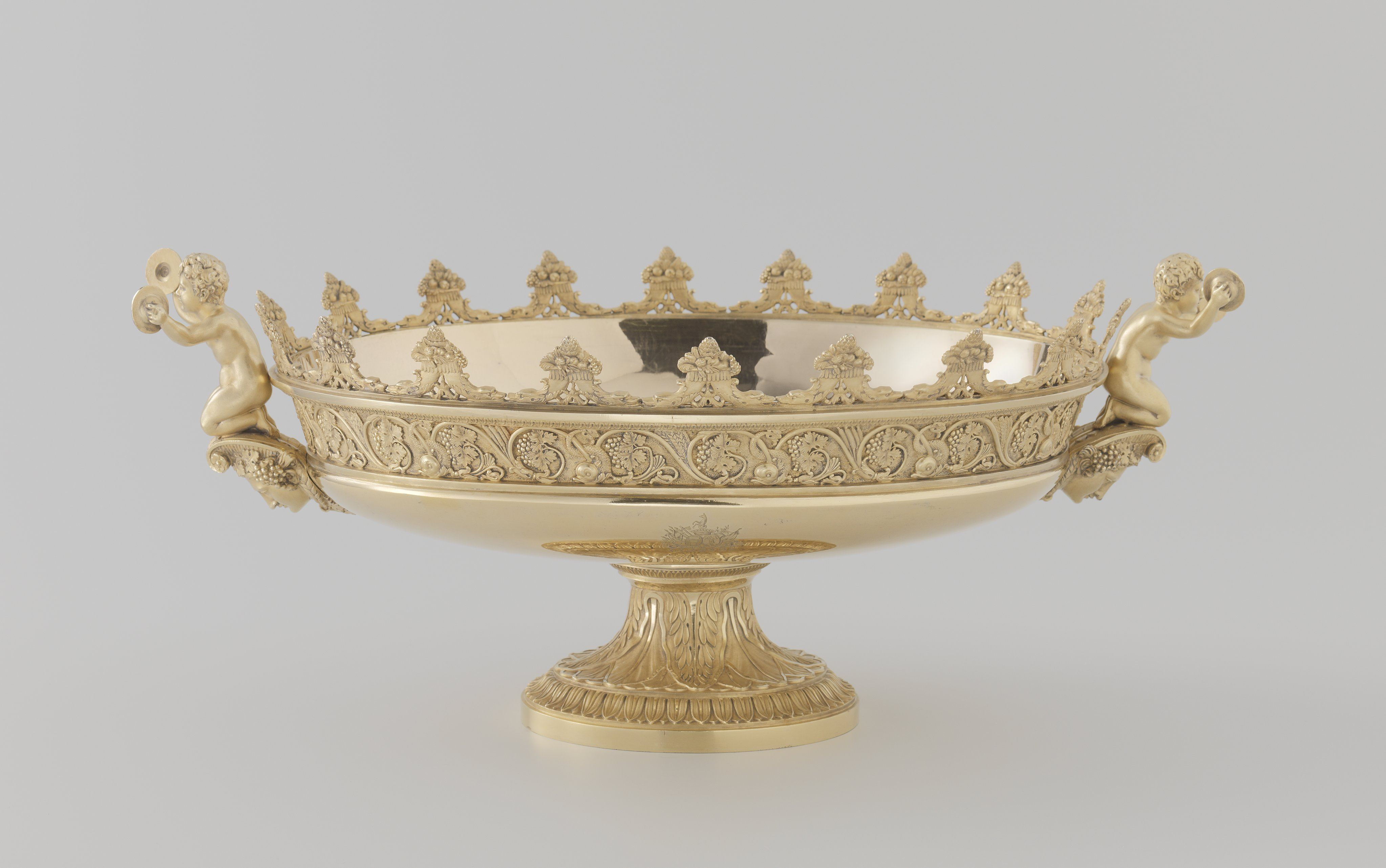
Mísa
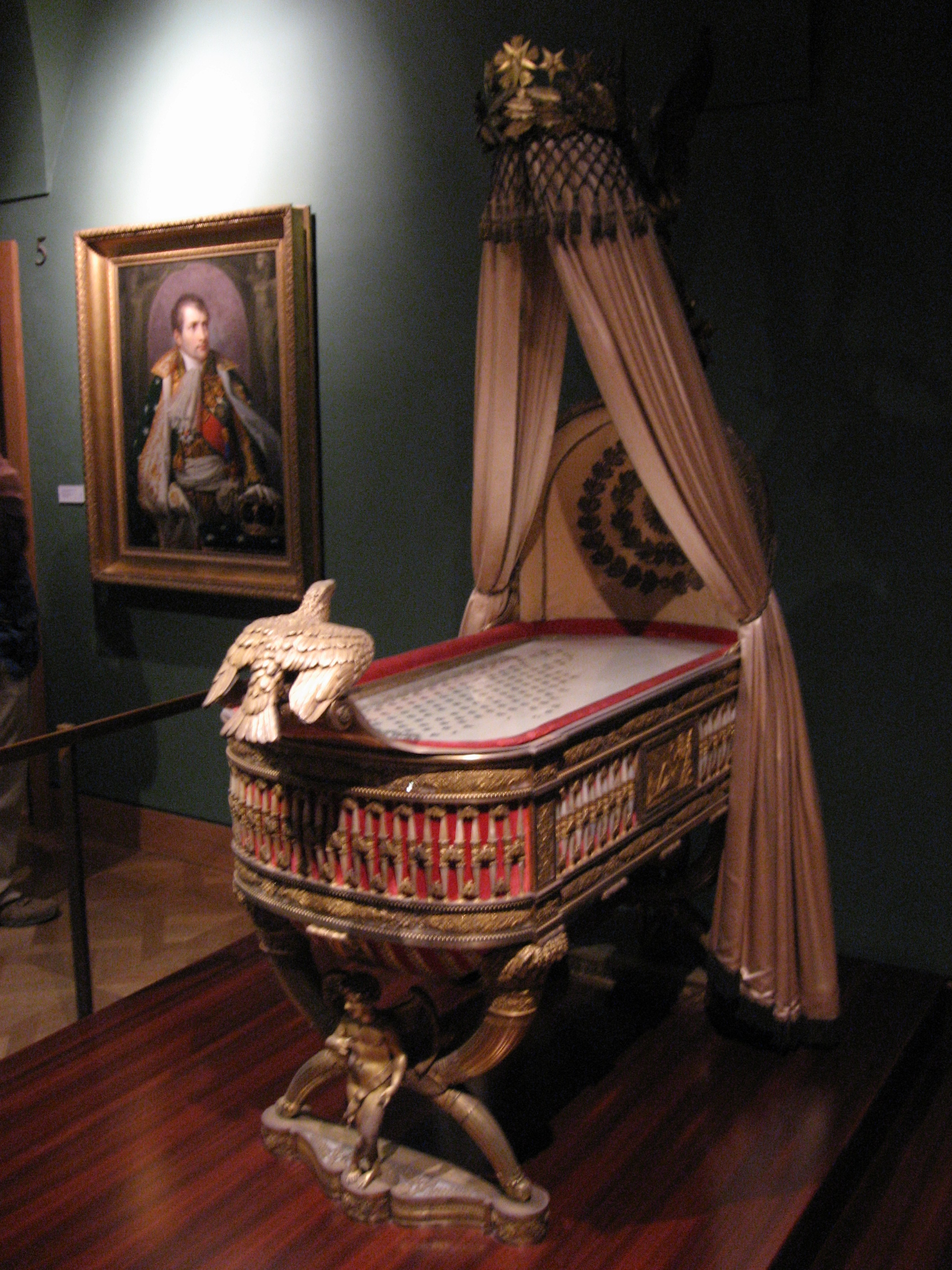
Kolébka Napoleona II.
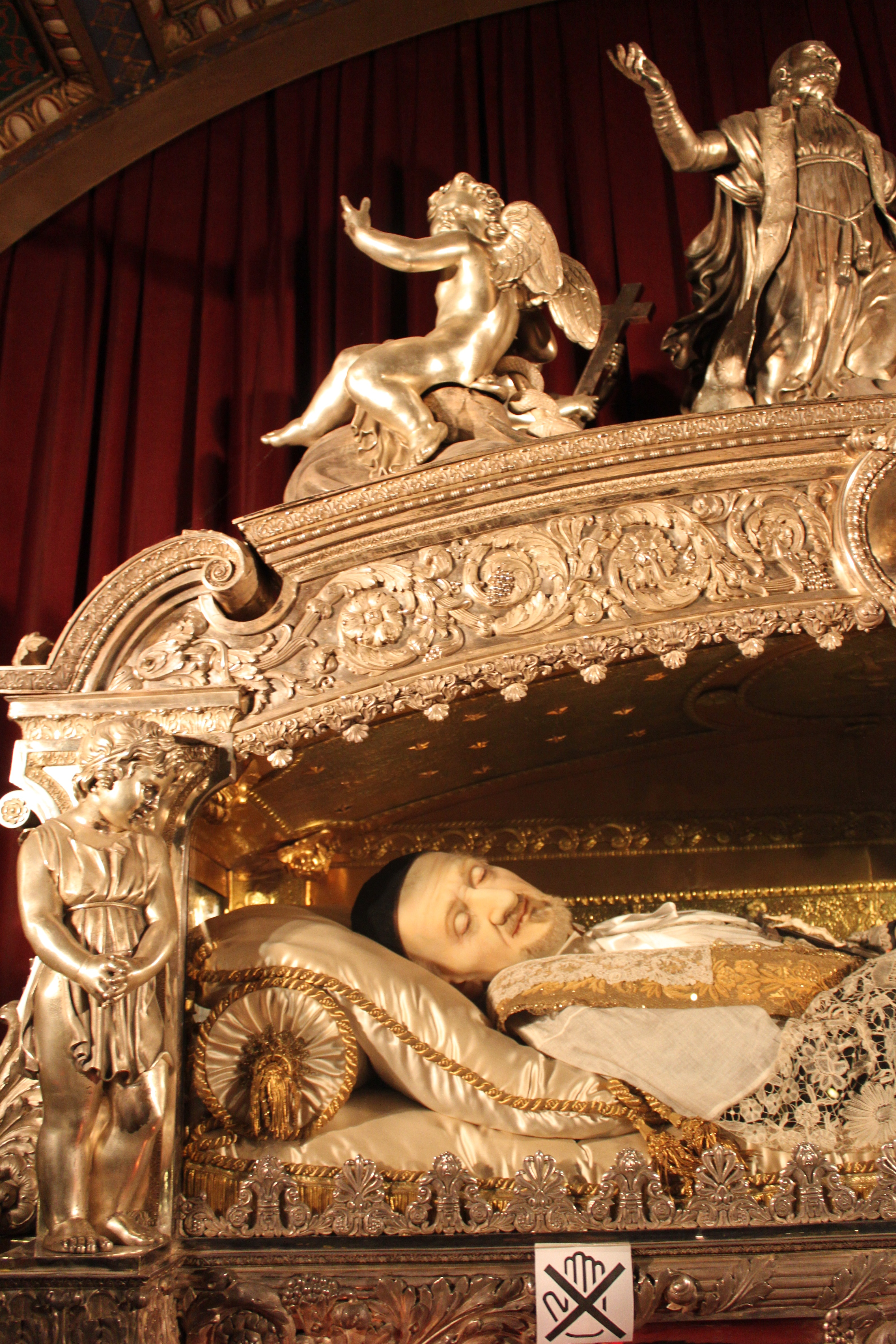
Kenotaf sv. Vincence de Paul